# Нека тајне почивају
Нека тајне почивају (енгл. A Spark to Pierce the Dark) је 105. епизода серије Очајне домаћице у продукцији Еј-Би-Сија. То је уједно и осамнаеста епизода петог серијала која је премијерно приказана 22. марта 2009. године у Сједињеним Америчким Државама. Ово је последња епизода у којој се појављује лик Иди Брит, коју тумачи Николет Шеридан. Радио Телевизија Србије најавила је да ће премијерно приказивати комплетну пету сезону.